# Homaluroides
Homaluroides là một chi ruồi trong họ Chloropidae.